# خانه کارگر
خانهٔ کارگر جمهوری اسلامی ایران، شاخۀ کارگری و صنفی حزب اسلامی کار است که به عنوان سازمانی غیر دولتی و صنفی فعالیت می‌کند. خانۀ کارگر به‌طور دوفاکتو مرکز ملی سندیکایی ایرانیِ عضو فدراسیون جهانی سندیکاها است و هدف خود را پیگیری مطالبات صنفی و حقوق کارگران و منسجم ساختن آن‌ها در عرصه‌های اجتماعی اعلام کرده‌است. خانه کارگر دارای ۵۲ شعبه در استان های دیگر ایران می‌باشد همچنین ۲۲ مرکز دانشگاهی جامع علمی-کاربردی به خانه کارگر وابسته می‌باشند. خانۀ کارگر دارای بزرگترین تشکل کارگری در ایران با بیش از ۲ میلیون می‌باشد. از سال ۱۳۶۹ تاکنون علیرضا محجوب (نماینده دوره‌های پنجم تاکنون مجلس) دبیرکل خانه کارگر است. علی ربیعی و حسین کمالی دیگر اعضای شورای مرکزی خانه کارگر هستند.

## تاریخچه
خانه کارگر در سال ۱۳۳۷ (پس از نوشته شدن قانون کار ایران) از اتحاد چند سندیکای کارگری تشکیل شد. خانه کارگر در طول زمان بارها تغییر کرده‌ است و به دست احزاب مختلف افتاده‌ است.